# Mario Abdo Benítez
Mario Abdo Benítez (Asunción, 10 november 1971), ook wel Marito genoemd, is een Paraguayaans politicus van de Coloradopartij. Hij was de president van Paraguay van 15 augustus 2018 tot 15 augustus 2023.

## Biografie
Abdo Benítez werd in 1971 geboren. Zijn vader, Mario Abdo Benítez sr., was van Libanese afkomst en een persoonlijk secretaris van de militaire dictator Alfredo Stroessner, die Paraguay tussen 1954 en 1989 regeerde.
Op 16-jarige leeftijd vertrok Abdo Benítez naar de Verenigde Staten, waar hij marketing studeerde aan de Teikyo Post University in Waterbury (Connecticut). Vanaf 1989 was hij, onder meer als parachutist, actief in het Paraguayaanse leger. Abdo Benítez is sinds 2007 gehuwd met Silvana López Moreira en kreeg met haar een zoon. Hij heeft ook twee zonen uit een eerder huwelijk.

### Politieke loopbaan
Abdo Benítez is lid en voormalig vicevoorzitter van de conservatieve Coloradopartij. Tussen juli 2013 en maart 2018 had hij zitting in de Senaat van Paraguay, waarvan hij bovendien gedurende een jaar (2015–2016) de voorzitter was.
In de aanloop naar de nationale verkiezingen van 2018 ontstond grote onrust toen toenmalig president Horacio Cartes, tevens lid van de Coloradopartij, zich eventueel herkiesbaar wilde stellen. Deze stap werd ongrondwettelijk verklaard, omdat een president volgens de Paraguayaanse grondwet maar één termijn (van vijf jaar) mag aanblijven. Tijdens de voorverkiezingen binnen de partij werd er uiteindelijk voor gekozen om Abdo Benítez als presidentskandidaat naar voren te schuiven, hoewel ook zijn reputatie niet onomstreden bleek. Vooral zijn milde opvattingen over het verleden van zijn vader binnen het regime van Alfredo Stroessner was een mikpunt van kritiek. Zelf was Abdo Benítez een prominente gast geweest op de begrafenis van Stroessner (2006) en erfde hij van zijn vader een fortuin dat vermoedelijk tot stand kwam door persoonlijke verrijking. Abdo Benítez nam evenwel afstand van de mensenrechtenschendingen en de vervolgingen die tijdens de militaire dictatuur plaatsvonden.

#### Presidentschap
Bij de verkiezingen, die op 22 april 2018 werden gehouden, veroverde Abdo Benítez bijna 49% van de stemmen, tegenover 45% voor zijn voornaamste tegenstander Efraín Alegre. Hij werd op 15 augustus 2018 ingehuldigd als president.
In 2019 ontwikkelde zich een politieke crisis toen bekend werd dat Abdo Benítez in het geheim een energieovereenkomst had gesloten met Brazilië. Het verdrag kwam erop neer dat Paraguay minder toegang kreeg tot goedkope stroom afkomstig van de Itaipudam. Verschillende hoogwaardigheidsbekleders moesten opstappen en zowel Abdo Benítez als zijn vicepresident Hugo Velázquez Moreno dreigden door het parlement te worden afgezet. Als gevolg werd het controversiële verdrag alsnog heronderhandeld.
Tijdens de coronapandemie kwam de president opnieuw onder vuur te liggen, onder meer wegens corruptie en een gebrek aan medicijnen. Bij straatprotesten in maart 2021 vielen 21 gewonden, waarna Abdo Benítez een kabinetsherschikking doorvoerde.
Na zijn vijfjarige ambtstermijn stelde Abdo Benítez zich, conform de grondwet, niet herkiesbaar bij de presidentsverkiezingen van 2023. Namens de Coloradopartij werd hierop Santiago Peña naar voren geschoven, die de verkiezingen won en het presidentschap op 15 augustus van dat jaar overnam.